# L'ultimo eroe (film 1930)
L'ultimo eroe (The Last of the Duanes) è un film del 1930 diretto da Alfred L. Werker. L'omonimo romanzo di Zane Grey, pubblicato su Argosy nel settembre 1914, in precedenza era già stato portato sullo schermo con altri due film, interpretati uno (quello del 1919) da William Farnum e l'altro (quello del 1924) da Tom Mix.

## Trama
Buck Duane vendica la morte del padre uccidendo il suo assassino. Ma, facendo così, si mette fuori legge e deve fuggire. Ritrova la sua ex fidanzata, Ruth, caduta nelle mani di Bland, a capo di una banda di banditi. Cercando di salvarla, diventa amico della moglie di Bland.

## Produzione
Il film fu prodotto dalla Fox Film Corporation. Venne girato a Sedona, in Arizona. In contemporanea, venne girata la versione spagnola del film che aveva come protagonista George J. Lewis.

### Versioni cinematografiche del romanzo
- L'ultimo eroe (The Last of the Duanes), regia di J. Gordon Edwards (1919)
- The Last of the Duanes, regia di Lynn Reynolds (1924)
- L'ultimo eroe (The Last of the Duanes), regia di Alfred L. Werker (1930)
- El último de los Vargas (Versione spagnola), regia di David Howard (1930)
- Last of the Duanes, regia di James Tinling (1941)

## Distribuzione
Il copyright del film, richiesto dalla Fox Film Corp., fu registrato il 3 agosto 1930 con il numero LP1484. Distribuito dalla Fox Film Corporation, il film - presentato da William Fox - uscì nelle sale cinematografiche USA il 31 agosto 1930. Variety gli assegnò una durata di 62 minuti, mentre le copie rimaste non superano i 54 minuti (incluse le musiche). Ciò fa supporre che un rullo sia andato perso. Probabilmente il quarto, dato che dopo tre rulli, c'è un salto narrativo nella storia.
Con il titolo Bis zum letzten Mann, il film uscì in Austria nel 1931. In Italia arrivò nel 1935, ribattezzato L'ultimo eroe.